# Shawn Mendes
Shawn Peter Raul Mendes (/ˈmɛndɛz/, phát âm tiếng Bồ Đào Nha: [ˈmẽdɨʃ]; sinh ngày 8 tháng 8 năm 1998) là một nam ca sĩ, nhạc sĩ người Canada. Anh bắt đầu được mọi người chú ý vào năm 2013, khi anh đăng những bài hát cover lên mạng xã hội Vine. Sau đó, anh đã thu hút sự chú ý của các nhà quản lý nghệ sĩ Andrew Gertler và Island Records A&R Ziggy Chareton, và anh đã kí hợp đồng với hãng thu âm. Mendes đã phát hành EP "The Shawn Mendes EP" và album phòng thu "Handwritten", đĩa đơn "Stitches" của anh lọt vào top 10 tại Mỹ và Canada, và đứng đầu tại Anh. Năm 2016, anh phát hành album thứ hai, "Illuminate" và "Treat You Better". Cả hai đều được giới thiệu trên Billboard 200 của Mỹ.

## Thời niên thiếu
Mendes sinh ra ở Toronto, Ontario, con trai của Karen, một doanh nhân bất động sản và Manuel Mendes, một doanh nhân, bán đồ ăn cho quán bar và nhà hàng tại Toronto. Cha của anh là người Bồ Đào Nha (từ Algarve) , còn mẹ anh là người Anh. Anh có một em gái tên là Aaliyah. Mendes lớn lên tại Pickering, Ontario, và theo học tại trường trung học Pine Ridge.

## Sự nghiệp

### 2013-2015:Handwritten
Xem chi tiết: Handwritten (album của Shawn Mendes)
Mendes tự học cách chơi guitar qua những video hướng dẫn trên Youtube ở tuổi 13 năm 2012. Chưa đầy 1 năm sau, anh bắt đầu đăng tải những video cover bài hát của mình lên mạng Vine năm 2013 và thu hút hàng triệu lượt xem và theo dõi chỉ sau vài tháng. Anh được biết đến với những video cover '6 giây' của nhiều bài hát nổi tiếng. Tính đến tháng 8 năm 2014, anh là nghệ sĩ âm nhạc có lượt theo dõi nhiều thứ 3 trên Vine.
Tháng 11 năm 2013, nhà quản lí nghệ sĩ Andrew Gertler tình cờ xem được những video của Shawn và đem anh đến với Island Records vào tháng 1 năm 2014. Anh chính thức kí hợp đồng với hãng vào tháng 5 và ra mắt single đầu tay "Life Of The Party" vào ngày 26 tháng 6 năm 2014. Ca khúc giúp anh trở thành nghệ sĩ trẻ nhất debut trong Top 25 của bảng xếp hạng Billboard Hot 100 ở Mỹ và cao nhất là vươn lên vị trí thứ 24 vào tuần 12 tháng 7 năm 2014.
Trong sự nghiệp ca hát của mình, Shawn Mendes đã đi tour cùng nhiều Viners nổi tiếng khác tại Magcon Tour. Anh cũng tham gia vào tour diễn quốc nội của Austin Mahone tại Mỹ với tư cách một nghệ sĩ mở màn. Mendes phát hành EP đầu tay "The Shawn Mendes EP" vào ngày 28 tháng 7 năm 2014. EP debut ở vị trí số 5 trên Billboard 200 và bán được 48,000 bản chỉ trong tuần đầu tiên. Shawn giành chiến thắng tại Teen Choice Awards năm 2014 ở hạng mục Choice Web Star: Music. Ngày 5 tháng 9 năm 2014, single thứ 5 cho album "Meet the Vamps" của nhóm nhạc The Vamps mang tên "Oh Cecilia (Breaking My Heart)" với sự góp mặt của Shawn Mendes được phát hành. Single thứ hai của anh "Something Big" được ra mắt ngày 6 tháng 10 năm 2014.
Ngày 14 tháng 4 năm 2015, album phòng thu đầu tay của Mendes mang tên "Handwritten" chính thức được phát hành. Album xuất hiện lần đầu ở vị trí số 1 tại Billboard 200 với 119,000 đơn vị album tướng ứng, bán được 106,000 bản sao chỉ trong tuần đầu tiên và nhận được Chứng chỉ Bạch kim. Album cũng giúp Mendes trở thành nghệ sĩ trẻ tuổi nhất debut ở vị trí số 1 sau "My World 2.0" của Justin Bieber năm 2010. Đĩa đơn thứ ba trích từ album "Stitches" cũng đã vươn lên tới vị trí thứ tư tại Billboard Hot 100, trở thành đĩa đơn đầu tiên của anh lọt vào top 10 ở Mỹ, dành ngôi đầu tại Anh Quốc và trên bảng xếp hạng Mainstream Top 40.
Cũng trong năm 2015, Mendes tham gia mở màn cho Taylor Swift trong chuyến lưu diễn 1989 World Tour ở Bắc Mỹ. Ngày 18 tháng 11, đĩa đơn hợp tác thuộc phiên bản "Handwritten Revisited" mang tên "I Know What You Did Last Summer" của anh và nữ ca sĩ Camila Cabello (khi đó còn là thành viên của nhóm nhạc nữ Fifth Harmony) được cho ra mắt.
Shawn Mendes đã được bình chọn là một trong "25 thiếu niên có sức ảnh hưởng nhất" năm 2014, 2015 và 2016 của tạp chí Time bầu chọn.

### 2016-2017:Illuminate
Ngày 21 tháng 1 năm 2016, Mendes lần đầu xuất hiện trên màn ảnh rộng với vai Macallan trong The CW's The 100 phần ba. Không lâu sau đó, anh công bố lịch trình cho tour lưu diễn thứ hai của mình mang tên Shawn Mendes World Tour. Tour diễn bắt đầu từ tháng 3 năm 2016 và đã cháy vé 38 shows ở Bắc Mỹ và châu Âu chỉ trong vòng vài phút. Mendes ký một bản hợp đồng với công ty Wilhelmina Models đầu năm 2016. Anh cũng lần đầu xuất hiện trong danh sách "30 Under 30" năm 2016 của tạp chí Forbes.
Shawn Mendes phát hành đĩa đơn mở đường "Treat You Better" cho album phòng thu thứ hai của mình "Illuminate" vào tháng 6 năm 2016. Ca khúc đã chạm tới Top 10 của trên Billboard Hot 100 và UK Singles Chart, đồng thời đạt ba Chứng chỉ Bạch kim. Video âm nhạc quảng bá ca khúc được ra mắt ngày 12 tháng 7 năm 2016 và đạt tới 1 tỷ lượt xem vào tháng 5 năm 2017 sau chưa đầy 1 năm, giúp anh trở thành nghệ sĩ trẻ nhất lịch sử làm được điều này.
Album "Illuminate" được phát hành ngày 23 tháng 9 năm 2016, xuất hiện lần đầu ở vị trí số 1 tại Billboard 200 với 145,000 đơn vị album tướng ứng, bán được 121,000 bản sao và nhận được Chứng chỉ Bạch kim. "Mercy", đĩa đơn thứ hai trích từ album được phát hành ngày 18 tháng 8, lọt vào đến top 20 trên bảng xếp hạng của cả Hoa Kỳ và Anh Quốc, đồng thời nhận được Chứng chỉ Bạch kim đôi. Mendes cho ra mắt album trực tiếp "Live at Madison Square Garden" vào tháng 10 năm 2016. Anh cũng xuất hiện với vai trò nghệ sĩ khách mời trong Saturday Night Live ngày 3 tháng 10 năm 2016.
Ngày 20 tháng 4 năm 2017, anh phát hành đĩa đơn "There's Nothing Holdin' Me Back", nằm trong phiên bản deluxe của album. Nó trở thành ca khúc thứ ba của anh lọt vào đến top 10 tại Mỹ, đứng số một trên Mainstream Top 40. Một tuần sau đó, Shawn Mendes khởi động chuyến công diễn thứ ba Illuminate World Tour, cháy vé tại rất nhiều điểm diễn vòng quanh thế giới như Los Angeles' Staples Center and The O2 Arena ở London. Tháng 8 năm 2017, anh trở thành nghệ sĩ đầu tiên dưới 20 tuổi có 3 ca khúc no.1 trên Billboard's Adult Pop Songs Chart.

### 2018-nay:Shawn Mendes
Bài hát In My Blood được chính thức phát hành vào ngày 22 tháng 3 năm 2018, đánh dấu sự quay trở lại của nam ca sĩ Shawn Mendes với album mới cùng tên. Đây là đĩa đơn đầu của album, xuất bản bởi Island Records. Vào ngày tiếp theo (23/3/2018) Shawn ra mắt single tiếp theo "Lost in Japan" và tiếp theo sau đó là hàng loạt những bài hát khác để quảng bá cho album mới. Vào ngày 25 tháng 5 năm 2018, album Shawn Mendes đã được phát hành, với 14 bài hát, trong đó có sự hợp tác với Khalid và Julia Michaels. Với thể loại nhạc pop quen thuộc và giai điệu nhẹ nhàng nhưng cuốn hút, album này mang đậm dấu ấn cá nhân của Shawn, cùng với một sự đổi mới trong âm nhạc của anh. Xuyên suốt album, ta thường thấy các ca khúc có một điểm chung quen thuộc đó là đoạn điệp khúc Shawn thường hát giọng gió cao, điều mà anh ít khi làm với những sáng tác trước. Ngày 20 tháng 6 năm 2019, Shawn Mendes cùng nữ ca sĩ Camila Cabello cho ra mắt MV hot "Senõrita"

## Danh sách đĩa nhạc

### Album phòng thu
- Handwritten
- Illuminate
- Shawn Mendes
- Wonder

## Hoạt động từ thiện
Năm 2014, Mendes hợp tác cùng DoSomething.org để mở ra chiến dịch "Notes from Shawn", được lấy cảm hứng từ lời bài hát của đĩa đơn đầu tay "Life Of The Party" của anh. Chiến dịch nhằm hướng đến những người tự ti về bản thân, trầm cảm và tự làm hại bản thân mình và được tiếp tục trong năm 2015 và 2016. Anh cũng làm việc với Pencils of Promise, gây quỹ $25,000 để xây dựng một ngôi trường ở Ghana.
Vào tháng 9 năm 2017, sau khi chứng kiến sự tàn phá của trận động đất ở Mexico City, Mendes đã tạo ra quỹ Mexico Earthquake Relief Fund, kết hợp với Hội Chữ thập đỏ Hoa Kỳ và ủng hộ 100.000 đô la cho các nỗ lực cứu trợ.

## Giải thưởng và đề cử
Trong suốt sự nghiệp ca hát của mình, Shawn Mendes đã nhận được khá nhiều các giải thưởng và đề cử, bao gồm 8 giải MTV Europe Music Awards, 4 giải iHeartRadio Much Music Video Awards, 1 giải American Music Award và được xướng tên tại Allan Slaight Honour from Canada's Walk of Fame. Năm 2015, anh nhận giải Breakout Award tại SOCAN Awards ở Toronto. Ngoài ra, anh cũng giành chiến thắng ở hạng mục Favorite Breakout Artist của People's Choice Award năm 2016 và MTV Video Music Award cho hạng mục Best Pop Video với ca khúc "Treat You Better" vào năm 2017.